# Metaprotella sandalensis
Metaprotella sandalensis is een vlokreeftensoort uit de familie van de Caprellidae. De wetenschappelijke naam van de soort is voor het eerst geldig gepubliceerd in 1898 door Mayer.